# Ilima-Lei Macfarlane
Ilima-Lei Macfarlane, född 2 april 1990 i Honolulu, Hawaii är en amerikansk MMA-utövare. Hon tävlar sedan 2015 i organisationen Bellator MMA, där hon 3 november 2017 blev organisationens första flugviktsmästare. En titel hon höll i tre år och framgångsrikt försvarade fyra gånger innan hon förlorade den 10 december 2020 till brasilianaren Juliana Velasquez.

## Biografi

### Bakgrund
I yngre år spelade hon basket, men tvingades lämna sporten på grund av en knäskada.
Efter grundskolan erbjöds hon ett brottningsstipendium till det privata colleget Menlo College i Kalifornien, men hon valde istället att studera antropologi vid San Diego State University där hon avlade kandidatexamen i ämnet 2013 och magisterexamen 2014 i liberal arts and sciences med inriktning på urbefolkning.

### MMA-karriär

#### Xplode Fight Series
Macfarlane började sin karriär 2014 i amatör-MMA. Hon gick fem matcher det året, fyra av dem vid Xplode, en vid en annan regional organisation. Hon vann samtliga matcher och avslutade sin amatörkarriär obesegrad.
Den professionella debuten gick vid en osanktionerad match på Xplode Fight Series mot Katie Castro (0-2) 2015. En debut hon vann på KO efter tio sekunder i den första ronden.

#### Bellator
Efter sin övertygande debutvinst skrev hon ett tre matchers-kontrakt med Bellator. Hon debuterade för organisationen augusti 2015 vid Bellator 141 där hon besegrade Maria Rios (2-2) via delat domslut.
Fem månader senare, 29 januari 2016, vid Bellator 148 mötte hon Amber Tackett (1-2) och besegrade Tackett via armbar i första ronden.
Återigen dröjde det inte mer än ungefär fem månader innan mästa match. Rebecca Ruth (6-1) besegrades via rear-naked i andra ronden 24 juni 2016 vid Bellator 157.
Trogen sitt halvårsschema mötte hon Emily Ducote (4-1) 3 december 2016 vid Bellator 167. Macfarlane vann via enhälligt domslut.
I april 2017 vid Bellator 178 mötte hon den obesegrade Jessica Middleton (2-0). Den matchen vann Macfarlane via armbar i första ronden.
Den 3 november 2017 vid Bellator 186 var det sedan dags för returmötet mot Emily Ducote som vunnit två raka segrar sedan sin senaste förlust mot Macfarlane och nu hade ett facit om 6-2. Den här matchen var den delade huvudmatchen och gällde den nyinstiftade flugviktstiteln. Macfarlane vann via triangelarmlås i femte ronden.
Sitt första titelförsvar gjorde Macfarlane vid Bellator 201 i juni 2018. Hon mötte Alejandra Lara och besegrade henne via armbar i tredje ronden.
Det andra titelförsvaret gick vid Bellator 213 i Macfarlanes hemstad Honolulu, HI 15 december 2018. Hon försvarade sitt bälte genom att besegra Valérie Létourneau via triangelstrypning i tredje ronden.
Sitt tredje titelförsvar gjorde hon 27 april 2019 vid Bellator 220 i San Jose, CA. Där mötte hon Veta Arteaga och besegrade henne via TKO. Ringläkaren dömde ut Arteaga under pågående tredje rond efter att hon mottagit en kraftig armbåge som öppnat upp hennes panna rejält.
Det fjärde titelförsvaret gjorde hon 21 december 2019 vid Bellator 236 då hon återigen fick gå en huvudmatch i sin hemstad. Nu mötte hon Kate Jackson och besegrade henne övertygande via enigt domslut (50-45, 50-44, 50-44).
Det femte titelförsvaret stod 10 december 2020 vid Bellator 254 då hon ställdes mot obesegrade brasilianaren Juliana Velasquez. Matchen gick tiden ut och MacFarlane förlorade karriärens första match och flugviktstiteln i samma enhälliga domslut.

### Privatliv
Macfarlane är förlovad med musikern Jason Tupuola-Aiono. De bor i San Diego i Kalifornien, där hon även arbetar som tränare i jiu-jitsu på 10th planet.

#### Familj
Macfarlane har sagt att hon vill uppfylla sina avtalade åtaganden med Bellator. Sedan vill hon bilda familj och skaffa barn.

#### Sexuella övergrepp
Macfarlane är en av tre före detta studenter vid Punahou School som hävdar att den tidigare basketcoachen Dwayne Yuen gromat dem från unga år. Den andra av de tre är Macfarlanes äldre syster Mahina, medan den tredje inte namnges. Gromningen påstås ha börjat när Ilima-Lei var 12 och hennes syster Mahina 14. Macfarlane sade i en intervju att det var den egentliga anledningen till att hon slutade med basket och började med brottning.

## Tävlingsfacit

### MMA
| Resultat | Facit | Motståndare              | Metod                           | Evenemang                     | Datum            | Rond | Tid  | Plats                    | Notering                            |
| -------- | ----- | ------------------------ | ------------------------------- | ----------------------------- | ---------------- | ---- | ---- | ------------------------ | ----------------------------------- |
| Vinst    | 1–0   | Katie Castro (USA)       | KO (slag)                       | Xplode Fight Series Hurricane | 17 januari 2015  | 1    | 0:10 | Valley Center, CA, USA   |                                     |
| Vinst    | 2–0   | Maria Rios (USA)         | Domslut (delat)                 | Bellator 141                  | 28 augusti 2015  | 3    | 5:00 | Temecula, CA, USA        |                                     |
| Vinst    | 3–0   | Amber Tackett (USA)      | Submission (armbar)             | Bellator 148                  | 29 januari 2016  | 1    | 2:09 | Fresno, CA, USA          |                                     |
| Vinst    | 4–0   | Rebecca Ruth (USA)       | Submission (stående rear-naked) | Bellator 157                  | 24 juni 2016     | 2    | 3:00 | Saint Louis, MO, USA     |                                     |
| Vinst    | 5–0   | Emily Ducote (USA)       | Domslut (enhälligt)             | Bellator 167                  | 3 december 2016  | 3    | 5:00 | Thackerville, OK, USA    |                                     |
| Vinst    | 6–0   | Jessica Middleton (USA)  | Submission (armbar)             | Bellator 178                  | 21 april 2017    | 1    | 2:15 | Uncasville, CT, USA      |                                     |
| Vinst    | 7–0   | Emily Ducote (USA)       | Submission (triangelarmlås)     | Bellator 186                  | 3 november 2017  | 5    | 3:42 | University Park, PN, USA | Om den nyinstiftade flugviktstiteln |
| Vinst    | 8–0   | Alejandra Lara (COL)     | Submission (armbar)             | Bellator 201                  | 29 juni 2018     | 3    | 3:55 | Uncasville, CT, USA      | Försvarade flugviktstiteln          |
| Vinst    | 9–0   | Valérie Létourneau (CAN) | Submission (triangelstrypning)  | Bellator 213                  | 15 december 2018 | 3    | 3:19 | Honolulu, HI, USA        | Försvarade flugviktstiteln          |
| Vinst    | 10–0  | Veta Arteaga (USA)       | TKO (matchläkaren bryter)       | Bellator 220                  | 27 april 2019    | 3    | 1:50 | San Jose, CA, USA        | Försvarade flugviktstiteln          |
| Vinst    | 11–0  | Kate Jackson (USA)       | Domslut (enhälligt)             | Bellator 236                  | 21 december 2019 | 5    | 5:00 | Honolulu, HI, USA        | Försvarade flugviktstiteln          |
| Förlust  | 11–1  | Juliana Velasquez (BRA)  | Domslut (enhälligt)             | Bellator 254                  | 10 december 2020 | 5    | 5:00 | Uncasville, CT, USA      | Förlorade flugviktstiteln           |
| Förlust  | 11–2  | Justine Kish (USA)       | Domslut (enhälligt)             | Bellator 279                  | 23 april 2022    | 3    | 5:00 | Honolulu, USA            |                                     |
| Vinst    | 12–2  | Bruna Ellen (BRA)        | Domslut (enhälligt)             | Bellator 284                  | 12 augusti 2022  | 3    | 5:00 | Sioux Falls, USA         |                                     |
| Vinst    | 13–2  | Kana Watanabe (JPN)      | Domslut (delat)                 | Bellator 295                  | 22 april 2023    | 3    | 5:00 | Honolulu, USA            |                                     |